# Communauté de communes du Pays de Mareuil-en-Périgord
La communauté de communes du Pays de Mareuil-en-Périgord est une ancienne communauté de communes française située dans le département de la Dordogne, en région Aquitaine.

## Historique
La communauté de communes du Pays de Mareuil-en-Périgord a été créée le 18 décembre 1995.
Par arrêté no 12 1397 du 13 décembre 2012, un projet de fusion est envisagé entre la communauté de communes du Pays de Mareuil-en-Périgord, celle du Brantômois et  celle du Pays de Champagnac-en-Périgord. La nouvelle entité, créée par l'arrêté préfectoral no 2013147-009 du 27 mai 2013, lui-même complété par l'arrêté no 2013282-0003 du 9 octobre 2013, prend effet le 1er janvier 2014 et porte le nom de communauté de communes Dronne et Belle.

## Composition
De 1996 à 2013, la communauté de communes du Pays de Mareuil-en-Périgord était composée des quatorze communes du canton de Mareuil :
1. Beaussac
2. Champeaux-et-la-Chapelle-Pommier
3. Les Graulges
4. Léguillac-de-Cercles
5. Mareuil
6. Monsec
7. Puyrenier
8. La Rochebeaucourt-et-Argentine
9. Rudeau-Ladosse
10. Saint-Crépin-de-Richemont
11. Sainte-Croix-de-Mareuil
12. Saint-Félix-de-Bourdeilles
13. Saint-Sulpice-de-Mareuil
14. Vieux-Mareuil

## Politique et administration
| Période                                  | Période       | Identité            | Étiquette | Qualité                             |
| ---------------------------------------- | ------------- | ------------------- | --------- | ----------------------------------- |
| 1998                                     | avril 2001    | Philippe de Courcel |           | Maire de Saint-Félix-de-Bourdeilles |
| avril 2001                               | 2002          | Yves Bernard        |           | Maire de Mareuil                    |
| 2002                                     | avril 2008    | Philippe de Courcel | UMP       | Maire de Saint-Félix-de-Bourdeilles |
| avril 2008                               | décembre 2013 | Alain Ouiste        | SE        | Maire de Mareuil                    |
| Les données manquantes sont à compléter. |               |                     |           |                                     |

## Compétences
- Action sociale
- Activités culturelles ou socioculturelles
- Activités périscolaires
- Assainissement non collectif
- Collecte des déchets
- Développement économique
- Environnement
- Plans locaux d'urbanisme
- Tourisme
- Voirie
- Zones d'activités industrielle, commerciale, tertiaire, artisanale ou touristique
- Zones d'aménagement concerté (ZAC)

### Sources
- Le SPLAF (Site sur la Population et les Limites Administratives de la France)
- La base ASPIC de la Dordogne - (Accès des Services Publics aux Informations sur les Collectivités)